# Žešov

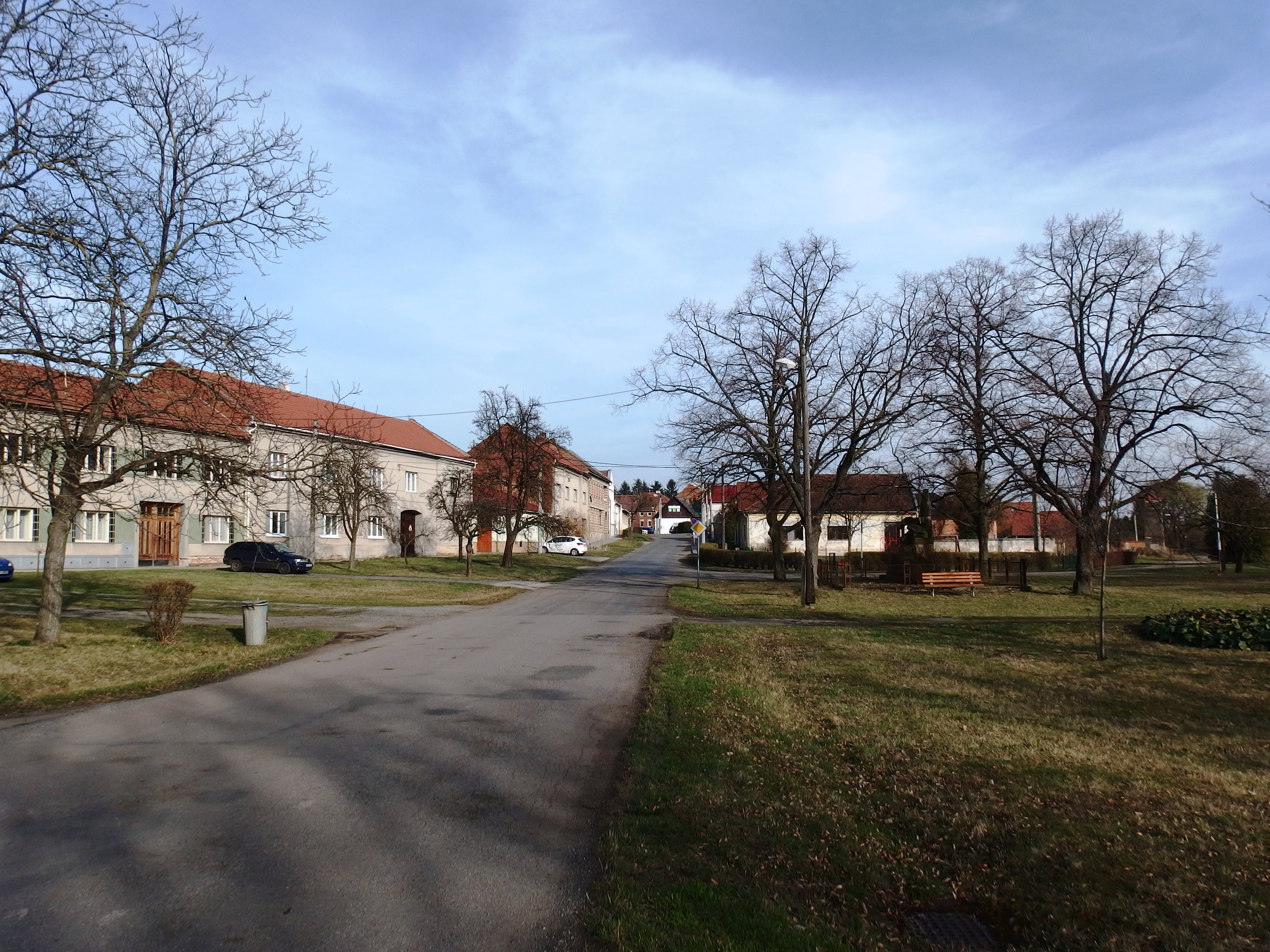
Dorfanger

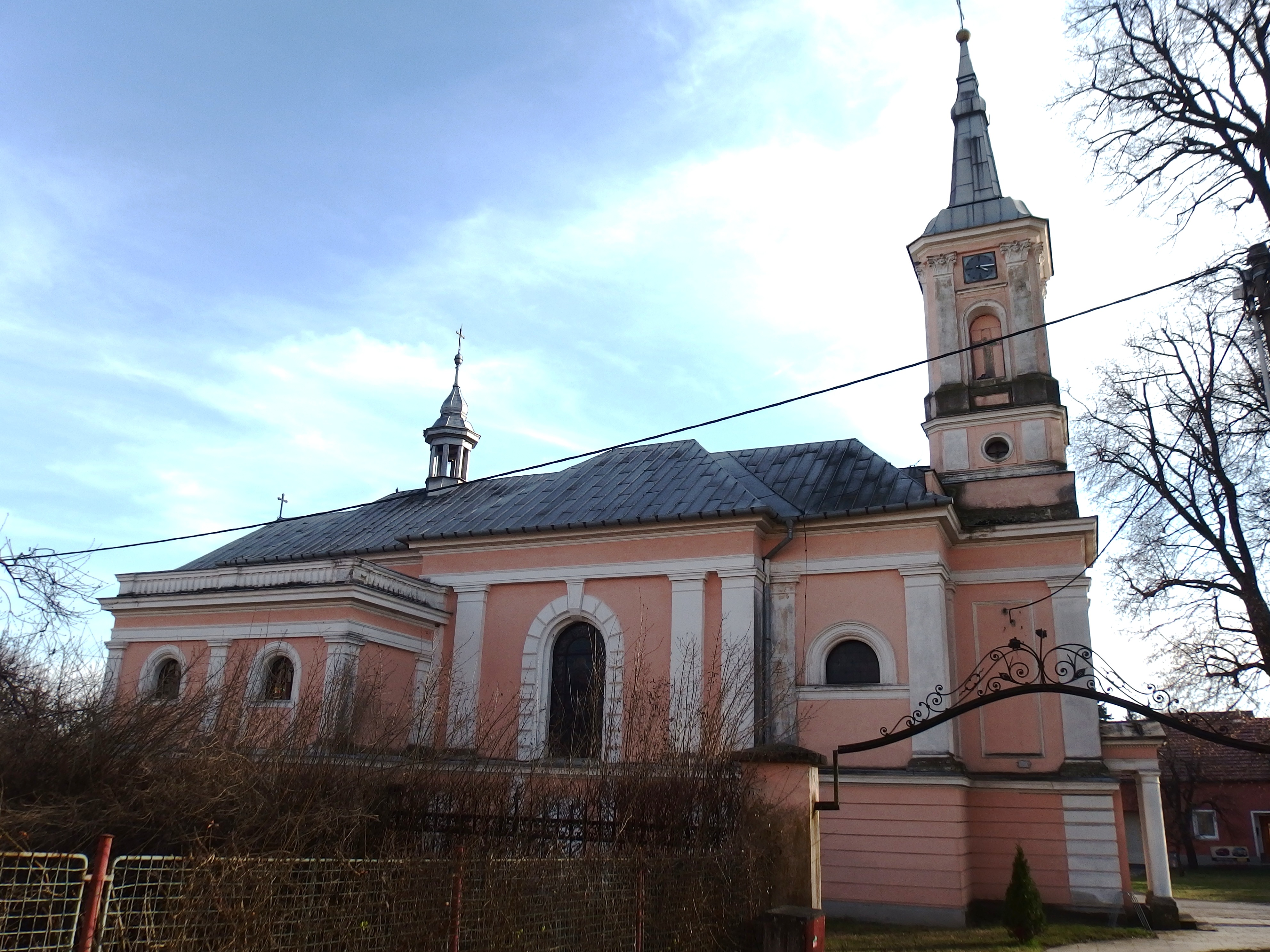
Kirche der hll. Kyrill und Method

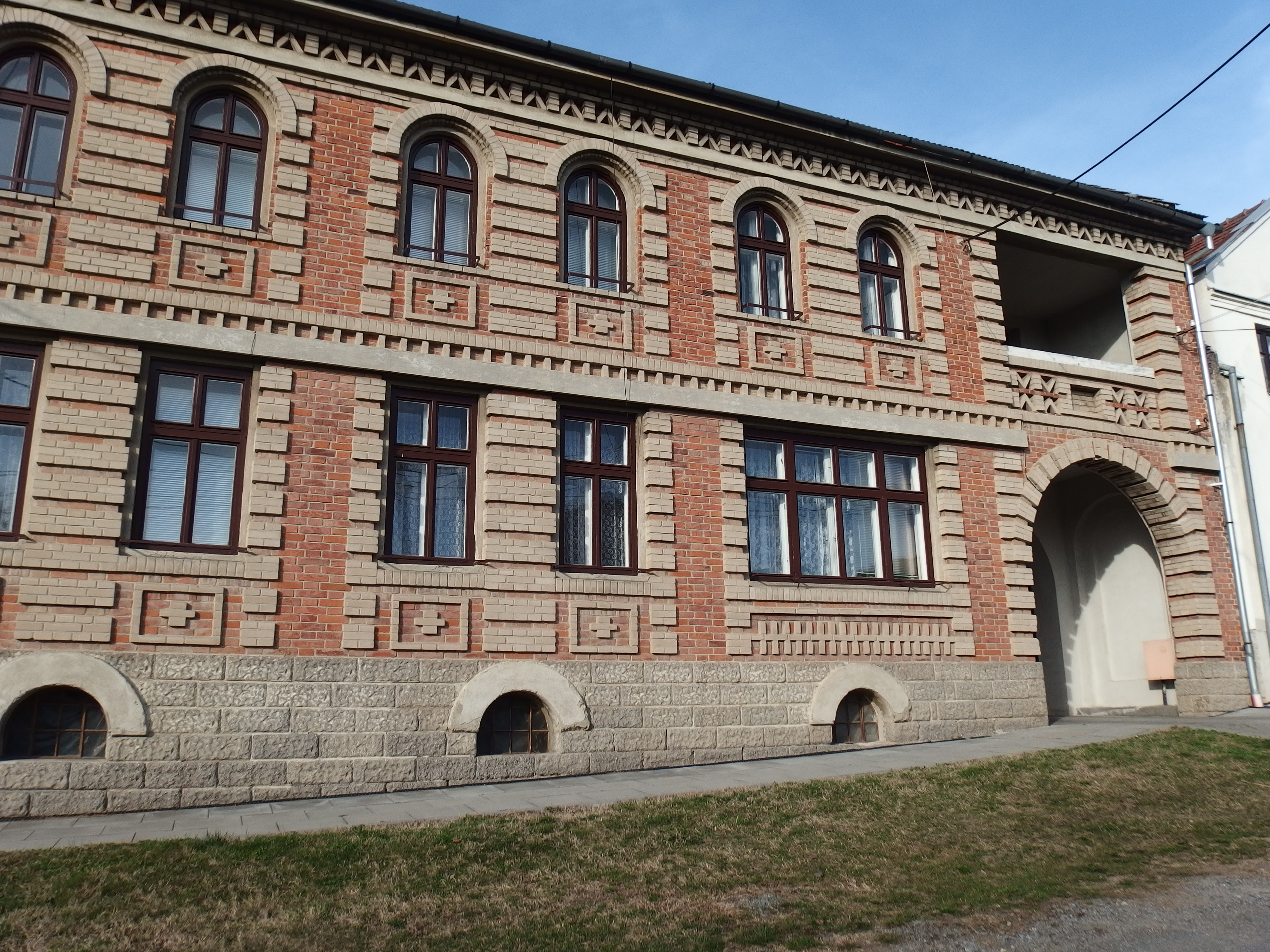
Haus Nr. 28

Žešov (deutsch Zeschow, 1939–45 Scheschow) ist ein Ortsteil der Stadt Prostějov in Tschechien. Er liegt vier Kilometer südlich von Prostějov und gehört zum Okres Prostějov.

## Geographie
Das Breitangerdorf Žešov erstreckt sich in der Obermährischen Senke (Hornomoravský úval) am Bach Maliňák, der südöstlich des Ortes in den Určický potok mündet. Am westlichen Ortsrand verläuft die Autobahn D 46, östlich die Staatsstraße I/433 zwischen Prostějov und Němčice nad Hanou; beide Straßen kreuzen sich nördlich von Žešov hinter dem Friedhof an der Abfahrt 21 Prostějov-jih. Zwei Kilometer nördlich liegt der Jüdische Friedhof.
Nachbarorte sind Prostějov im Norden, Kralický Háj, Kralice na Hané und Václavovice im Nordosten, Otonovice und Čehovice im Osten, Čelčice und Výšovice im Südosten, Vřesovice, Kelčice und Vranovice im Süden, Dětkovice und Určice im Südwesten, Seloutky im Westen sowie Plumlov, Domamyslice, Krasice und Čechovice im Nordwesten.

## Geschichte
Der Legende nach soll das Dorf im Jahre 1029 vom Prinzen Žeš gegründet worden sein. 
Žešov war seit Beginn der geschichtlichen Überlieferung unter mehreren Grundherren aufgeteilt. Die erste urkundliche Erwähnung des Ortes erfolgte im Jahre 1348, als die Witwe des Čeněk von Leipa dem Brünner Dominikanerkloster und dem Nonnenkloster St. Katharina in Olmütz von ihren Einkünften aus Žešov jeweils einen jährlichen Zins von fünf Mark für das Seelenheil ihres verstorbenen Vaters Půta schenkte. Besitzer eines weiteren Teils des Dorfes war zu dieser Zeit Ulrich von Namiescht, der seinen Besitz in Žešov dem Wok von Lesnic überließ. Im Jahre 1351 bezogen zudem Sophia von Namiescht und ihr Sohn Wilhelm Zinseinkünfte aus Žešov. 
Nachdem um 1350 mehrere Güter des Wenzelsdoms als Pfand an Wilhelm von Namiescht gelangten, fiel nach dessen Tod das Gut Tynecz mit den Dörfern Zessow und Weischowitz an den Landesherrn heim. Markgraf Johann Heinrich tauschte das Gut 1361 beim Olmützer Domkapitel gegen Biskupitz und Hermannsdorf ein. Woks Sohn Smil von Lesnic verkaufte dem Kapitel 1365 einen jährlichen Zins von 10 Mark aus Žešov. Von Ješek Puška von Kunstadt erwarb das Domkapitel im Jahre 1392 eine halbe Zinslahn; er verschrieb zugleich der Pfarrei Otoslawic jährliche Zinseinkünfte aus Žešov für das Seelenheil des Pfarrers Zbyslaw von Stralek. Zusammen mit seinem Anteil an der Herrschaft Otoslawic überschrieb Ješek auch seinen Restbesitz in Žešov seinem jüngeren Bruder Heralt Puška von Kunstadt. 
Im Jahre 1513 gehörten fünf Bauern von Žešov zum Olmützer Nonnenstift St. Katharina. Wenzel von Šarow ließ 1530 seinen Anteil von Billowitz, Ohrozym und Zessow an den Besitzer der Herrschaft Plumenau, Johann von Pernstein, intabulieren.
Im Jahre 1728 wurde die von Olmütz nach Brünn führende Kaiserstraße fertiggestellt. Die durch den westlichen Teil des Dorfes verlaufende Straße führte zu einem wirtschaftlichen Aufschwung von Žešov. Zahlreiche Kaufleute kamen in das Dorf; die Bewohner leisteten Spanndienste beim Überwinden des Anstieges aus dem Tal des Určický potok. Zudem wurde in Žešov eine Schmiede betrieben. In Kriegszeiten zog jedoch auch das Militär auf der Kaiserstraße durch Žešov. 1790 eröffnete in einem Privathaus eine Schule; zuvor erfolgte der Unterricht in Urtschitz. Das erste Schulhaus entstand 1806. In den Jahren 1805, 1806, 1825 und 1831 brannten Teile des Dorfes nieder. 
Im Jahre 1835 bestand das im Olmützer Kreis an der Brünner Poststraße gelegene Dorf Zieschow bzw. Zěssow aus 70 Häusern. Der mit 55 Häusern und 339 Einwohnern größte Anteil war eine Präbende des Olmützer Metropolitankapitels; zu diesem Anteil gehörten die Gemeinde-Mittelschule, ein Straßen- und ein Dorfwirtshaus. 14 Häuser mit 92 Einwohnern gehörten zum mit der Allodialherrschaft Kloster-Hradisch verbundenen Gut Koschuschan; dieser Teil umfasste einen Ganzhüfner, einen Dreiviertelhüfner, einen Dritthalbviertelhüfner, zwei Halbhüfner, einen Viertelhüfner, acht Häusler und ein Wirtshaus. Ein weiteres Haus gehörte zur Fideikommissherrschaft Plumenau. Außerdem besaß der Olmützer Dominikanerkonvent St. Michael in Zieschow 68 Joch 262 Quadratklafter Dominikalland ohne eigene Untertanen. Haupterwerbsquelle bildete die Landwirtschaft. Pfarrort war Urtschitz. Im Jahre 1837 zerstörte ein Großfeuer 25 Häuser. Bis zur Mitte des 19. Jahrhunderts blieb Zieschow unter vier Grundherrschaften aufgeteilt.
Nach der Aufhebung der Patrimonialherrschaften bildete Žešov / Zeschow ab 1850 eine Gemeinde im Gerichtsbezirk Proßnitz. Im Jahre 1861 brannten 21 Häuser nieder. Ab 1869 gehörte Žešov zum Bezirk Proßnitz; zu dieser Zeit hatte das Dorf 370 Einwohner und bestand aus 73 Häusern. Zwischen 1877 und 1884 erfolgte der Bau der Kirche. Die Freiwillige Feuerwehr wurde 1892 gegründet. 1896 wurde nördlich des Dorfes an der Brünner Poststraße ein Friedhof angelegt. Im Jahre 1900 lebten in Žešov 441 Personen; 1910 waren es 458. 1903 entstand ein neues Schulgebäude. Nach dem Ersten Weltkrieg zerfiel der Vielvölkerstaat Österreich-Ungarn, das Dorf wurde 1918 Teil der neu gebildeten Tschechoslowakischen Republik. Beim Zensus von 1921 lebten in den 86 Häusern von Žešov 473 Personen, darunter 461 Tschechen und ein Deutscher. 1930 bestand Žešov aus 94 Häusern und hatte 486 Einwohner. Die Elektrifizierung des Ortes erfolgte 1921. Von 1939 bis 1945 gehörte Žešov / Scheschow zum Protektorat Böhmen und Mähren. Auf dem Žešovský kopec errichtete die Wehrmacht zum Ende des Zweiten Weltkrieges eine Artilleriestellung, die Anfang Mai 1945 von der Roten Armee ständig angegriffen und auch bombardiert wurde. Im Jahre 1950 hatte Žešov 423 Einwohner. Die in demselben Jahr von den Kommunisten initiierte Kollektivierung der Bauern fand in Žešov kaum Widerhall; erst 1957 kam die Gründung einer JZD zustande. Der letzte private Bauer wurde 1963 in die JZD eingetreten. Die zweiklassige Grundschule Žešov wurde 1973 geschlossen. Zwischen 1974 und 1976 erfolgte der Bau der Ortsumfahrung Žešov der Schnellstraße R 46. Am 1. Januar 1981 erfolgte die Eingemeindung nach Prostějov. Zu Beginn der 1980er Jahre wurde die Schnellstraße in Richtung Prostějov fortgeführt. Beim Zensus von 2001 lebten in den 106 Häusern von Žešov 336 Personen.

## Ortsgliederung
Der Ortsteil Žešov bildet einen Katastralbezirk.

## Sehenswürdigkeiten
- Kirche der hll. Kyrill und Method, auf dem Dorfanger, errichtet 1877–1884 im byzantinischen Stil anstelle einer Kapelle. Mit der alten Kapelle ist die Sage über einen siebenfachen Mord im Wirtshaus verbunden.[3] 1913 erfolgte der Anbau des Presbyteriums und der Sakristei. Das Hauptaltarretabel „Tod des hl. Kyrill“ schuf 1883 Josef Ladislav Šichan. Die ebenfalls 1883 erbaute Orgel stammt aus der Werkstatt Gebrüder Rieger in Jägerndorf. Das 1912 gefertigte Taufbecken ist ein Werk des Orißnitzer Bildhauers Josef Bernauer.
- Pfarrhaus, erbaut 1913
- Gehöft Nr. 28, repräsentativer Klinkerbau
- Bildstock, an der Straße nach Prostějov
- Steinernes Kreuz an der Straße nach Výšovice, errichtet 1767
- Gedenkstein für die Gefallenen des Ersten Weltkrieges, auf dem Dorfanger

## Söhne und Töchter des Ortes
- Jan Spáčil-Žeranovský (1857–1905), Schriftsteller und Journalist